# 大鼻異胎䲁
大鼻異胎䲁（學名：Heteroclinus nasutus），為輻鰭魚綱䲁形目胎䲁科異胎䲁屬的一個種，分布於西南太平洋澳洲新南威爾斯中部至維多利亞州菲利普港海域，深度1至10公尺，本魚體延長，眼眶上有細觸鬚，鼻孔有分支觸鬚，雄魚呈黃色至棕色，每隻眼睛下方有一條狹窄的棕色橫帶延伸至腹部，背鰭上有白色尖端，胸鰭和尾鰭上有一系列棕色斑點形成橫帶。雌魚呈綠褐色，身體上有5條垂直的窄白條紋，延伸到背鰭和臀鰭，通常有一條深色條紋從每隻眼睛的末端延伸到第一背鰭，還有一條窄的棕色垂直條紋從每隻眼睛向腹部延伸，胸鰭和尾鰭顏色較淺，有一系列橫帶狀的褐色斑點，第一背鰭顏色較暗，背鰭硬棘30-34枚、背鰭軟條3至4枚、臀鰭硬棘2枚、臀鰭軟條18-23枚，體長可達9公分，棲息在海藻生長的岩石區，雌魚產附著性卵，雄魚會守護卵，幼魚為浮游性，生活習性不明。